# Шинестуй
Шинесту́й (бур. Шэнэhэтэ) — улус в Мухоршибирском районе Бурятии. Входит в сельское поселение «Кусотинское».

## География
Расположен по северной стороне автодороги местного значения Тугнуй — Саган-Нур, в 53 км к северо-востоку от районного центра, села Мухоршибирь, на левобережье речки Шэнэстуй (в переводе с бур. «лиственничная»), у подножия хребта Цаган-Дабан, в 9 км к западу от центра сельского поселения — улуса Кусоты.

## Население
| 2002 | 2010 |
| ---- | ---- |
| 130  | ↘96  |